# جهان طلایی
جهان طلایی (به هندی: Sunehra Sansar) فیلمی محصول سال ۱۹۷۵ و به کارگردانی آدورتی سوبا رائو است. در این فیلم بازیگرانی همچون مالا سینها، راجندرا کومار، هما مالینی، دیوید آبراهام، آسرانی، اوم پراکاش ایفای نقش کرده‌اند.